# Интернет в Туркменистане
Интернет в Туркменистане — часть сети Интернет, предназначенная для пользователей из Туркменистана. Состояние интернет-свободы в Туркменистане — одно из самых худших в мире.
Для обхода блокировок пользователи используют VPN, однако многие из них также подвергаются ограничениям, и точного списка работающих VPN не существует. При этом установщики VPN преследуются властями. В 2023 г., по данным Google, пользователи из Туркменистана искали информацию о VPN больше всех в мире.

## История
Во время правления Сапармурата Ниязова (Туркменбаши) (до 2006 г.) Интернет был неофициально запрещён. Первый Интернет-провайдер в Ашхабаде был создан туркменской государственной компанией «Туркментелеком». После избрания президентом Гурбангулы Бердымухамедова интернет стал немного развиваться. В своей телевизионной речи Бердымухамедов сказал:

«Считаю, что международная сеть Интернет, новейшие технологии связи должны быть доступны каждому гражданину».

17 февраля 2007 года в Ашхабаде начали действовать два интернет-кафе. Час пользования интернетом стоит чуть меньше 4 евро.
Бесплатный доступ в интернет имеют студенты и сотрудники всех высших учебных заведений и научно-исследовательских институтов, читатели Центральной научной библиотеки Туркменистана. В 2013 году появились безлимитные тарифы на интернет, снизилась общая стоимость услуг «Туркментелекома», мобильный оператор «Алтын Асыр» внедрил сеть стандарта 4G LTE, с начала февраля 2012 года интернет цензурировался незначительно, а с начала января 2015 года интернет стал жёстко цензурироваться.
Тем не менее, на 2021 год скорость подключения на самом дорогом и быстром тарифе составляла 2 Мбит/сек за «TMT 200/месяц» (57,1 долларов США), а с 1 марта 2023 года ввели новые интернет-тарифы 4 Мбит/сек за «TMT 230/месяц» (65,7 долларов США) и 6 Мбит/сек за «TMT 280/месяц» (80 долларов США), а также снизили цены на предыдущие тарифы. Стоит отметить, что сейчас в технологически развитых странах минимальная скорость подключения составляет 40-50 Мбит/сек и цены в десятки раз меньше. На сегодняшний день Туркменистан признан страной с самым медленным интернетом в мире.

## Интернет-цензура
Согласно исследованиям компании Comparitech, занимающейся консультациями в сфере информационных технологий, на 2020 год Туркменистан оказался среди 10 стран с самой жёсткой интернет-цензурой.
В Туркменистане заблокирован доступ к таким известным сайтам, как «YouTube», «Facebook», «Twitter», «Живой Журнал», ВКонтакте, новостным сайтам, таким как lenta.ru, russian.rt.com, а также мессенджерам WhatsApp, WeChat, Viber. Кроме того, многие иностранные компании работающие в Туркменистане, потеряли доступ к своим корпоративным сетям. У пользователей, зарегистрировавших свои сайты на зарубежных хостингах, также возникли аналогичные проблемы. Интернет жёстко цензурируется, блокируется всё, что критично относится к туркменской власти, заблокированы многие оппозиционные сайты[какие?].
В начале февраля 2012 года были заблокированы многие анонимайзеры, с помощью которых можно было посетить заблокированные сайты, активно блокируются службы VPN. Любого, кого уличат в использовании VPN, могут вызвать в правоохранительные органы для проведения «профилактической беседы» и оштрафовать на сумму около 350 манатов (100 долларов США). Сообщается, что у одной жительницы Туркменистана ожидание в очереди на подключение к интернету заняло полтора года. Когда же очередь подошла, от нее потребовали поклясться на Коране, что она не будет пользоваться VPN. Сообщается и о других случаях, когда у пользователей интернета требовали такой клятвы.
Блокируется возможность скачивания Opera, Mozilla Firefox, Brave и UC Browser. Также заблокирована Opera mini для сотовых телефонов.
На начало сентября 2020 года у жителей Туркменистана появляется возможность дистрибуции мобильных приложений частных туркменских разработчиков для Android через Google Play.
У жителей Туркменистана популярностью пользуются мессенджеры Imo.im и ICQ, но с апреля 2023 года заблокировали и ICQ.
Блокируется сайты, которые совершенно аполитичны: например заблокирован сайт компании «МТС-Туркменистан», сайт женского журнала Вумен.ру, сайт о кулинарии «Едим дома» и тому подобные. В октябре 2019 года был закрыт доступ к облаку Google, так что пользователи потеряли доступ к таким сервисам компании, как Google Drive, Google Docs и другим. Вероятнее всего, это связано с тем, что на этом сервисе летом 2019 года было размещено зеркало оппозиционного сайта. Дизайнеры утверждают, что у них нет прямого доступа к 90 % ресурсов, которые они используют для работы, так как заблокированы либо сайты, с необходимыми исходными материалами, либо облачные хранилища, на которые загружены нужные им файлы. Студенты, пытавшиеся пройти дистанционное обучение, кроме заблокированных информационных ресурсов, необходимых для учебы, жалуются также на постоянные обрывы связи.
При этом следует иметь в виду, что в Туркменистане нет открытого реестра со списком запрещенных сайтов, а власти утверждают, что интернет-цензуры в стране не существует. Блокировки происходят произвольно, без постановлений суда, предупреждений и пояснения причин владельцам сайтов.
Утверждается, что оборудование и программное обеспечение для блокировки неугодных ресурсов властям Туркменистана поставляет германская компания Rohde & Schwarz, а мониторингом интернета занимается технический отдел Министерства национальной безопасности Туркменистана.
В качестве компенсации компания «Туркментелеком» предлагала игровую тарифную опцию «TMT 20/месяц» (5,71 долларов США), которая предполагала повышенную скорость в наиболее известных онлайн-играх, перечень которых определён компанией. Скорость интернет-трафика при использовании данной тарифной опции составляла 8 Мбит/сек, что вполне совместимо для нормального участия в таких играх как Dota 2, Counter-Strike: Global Offensive, World of Tanks, Warframe, Warface, Call of Duty: Warzone, Аллоды Онлайн и некоторых других, но по факту работают только две игры, это Dota 2 и Counter-Strike: Global Offensive. Также пользователи часто жалуются на проблемы с игровой площадкой Steam, нет доступа в магазин, в панель "Друзья", не открываются аватары пользователей и не отправляются фотографии в чате, а техническая поддержка компании «Туркментелеком» не отвечает на звонки. С 2023 года игровую тарифную опцию отключили, более она не доступна.
Но, тем не менее всё больше туркменских пользователей умеют обходить блокировку. Пользователи, освоившие TOR или VPN, имеют доступ к таким заблокированным сервисам, как Facebook, Instagram, Twitter и Youtube. Несмотря на то, что государство осуществляет блокировку доступа к социальным сетям, туркменские пользователи продолжают находить альтернативные методы обхода ограничений. При этом в туркменском сегменте Instagram, например, можно увидеть лиц, связанных тем или иным образом с государством (например, деятелей туркменской культуры), которые просят аудиторию подписаться на их страницы, но никто не желает упоминать, что данная социальная сеть заблокирована.
В октябре 2022 года в Туркменистане были заблокированы по самым скромным оценкам 1,2 миллиарда IP-адресов — треть от всех существующих в мире. Технически существует 4,3 миллиарда 32-битных IP-адресов, из которых только 3,7 миллиарда могут использоваться как адреса в интернете.

## Пользователи
Число пользователей Интернета по оценкам ООН на 2012 год в Туркменистане составляет 5 % населения, 21,3 % в 2017 году. В Туркменистане действуют два крупных ателье веб-дизайна: «Асман Окы», разработчик сайтов ряда госучреждений (АГТС, Туркменские железные дороги и др.), и «Туркменвеб», разработавшее наиболее известные и посещаемые туркменские сайты, а также общедоступный почтовый сервис Turkmenmail.net. Второй действующий в Туркменистане сервис электронной почты находится в домене @online.tm и предоставляется только при подключении абонентских услуг Туркментелекома. Действует регистратор доменов АО «Туркмен домен».

## Домен
Доменом туркменского Интернета является .tm, созданный в 1997 году.